# جيسيكا مانلي
جيسيكا مانلي (بالإنجليزية: Jessica Manley)‏ هي ممثلة بريطانية، ولدت في 1985 في إنجلترا في المملكة المتحدة.

## وصلات خارجية
- جيسيكا مانلي على موقع IMDb (الإنجليزية)
- جيسيكا مانلي على موقع قاعدة بيانات الفيلم (الإنجليزية)